# (99942) Apophis
(99942) Apophis – planetoida należąca do grupy Atena, zaliczana do planetoid bliskich Ziemi oraz do grupy potencjalnie niebezpiecznych asteroid (ang. Potentially Hazardous Asteroid, PHA). Szacuje się, że minie Ziemię w małej odległości 13 kwietnia 2029 roku. Znana jest również pod wcześniejszym oznaczeniem tymczasowym 2004 MN4.

## Odkrycie
(99942) Apophis została odkryta 19 czerwca 2004 roku przez Roya Tuckera, Davida Tholena oraz Fabrizio Bernardiego w ramach finansowanego przez NASA programu poszukiwania planetoid Uniwersytetu Hawajskiego w Kitt Peak National Observatory w Arizonie.
18 grudnia 2004 roku obiekt został ponownie odnaleziony przez Gordona Garradda z Obserwatorium Siding Spring w Australii w ramach kolejnego finansowanego przez NASA programu poszukiwania planetoid bliskich Ziemi. Dalsze obserwacje przeprowadzone w ciągu kilku kolejnych dni z różnych miejsc na Ziemi pozwoliły Minor Planet Center powiązać ten obiekt z czerwcowym odkryciem.
Nazwa planetoidy pochodzi od Apophisa, demona destrukcji i symbolu ciemności w mitologii egipskiej.

## Możliwość uderzenia w Ziemię

Grafika ilustrująca, dlaczego początkowe obserwacje prowadziły do zwiększenia „prawdopodobieństwa” kolizji planetoidy z Ziemią, by ostatecznie gwałtownie zmaleć. Początkowo, ze względu na niewielką ilość obserwacji, przewidywania przyszłej trajektorii Apophisa były niedokładne, co zilustrowane jest największą elipsą. Wraz z napływem nowych informacji trajektoria Apophisa była coraz dokładniej wyznaczana, co spowodowało początkowo wzrost „prawdopodobieństwa” kolizji (średnia elipsa), a następnie gwałtowny jego spadek (najmniejsza elipsa), gdy Ziemia znalazła się poza przewidywaną orbitą Apophisa.

Apophis należy do planetoid z grupy Atena, których orbity zbliżone są do orbity ziemskiej. Obiega ona Słońce w ciągu 323 dni, zbliżając się dwukrotnie do orbity Ziemi w ciągu jednego obiegu. Na skutek zaburzenia orbity Apophis podczas zbliżenia z Ziemią 13 kwietnia 2029 roku przejdzie z grupy Atena do grupy Apolla.
Pierwotny raport NASA z 24 grudnia 2004 określał „prawdopodobieństwo” zderzenia na „około 1 do 300”, co było szeroko komentowane w mediach. Kolejne szacunki NASA ustaliły tę wartość na 1 do 233, co owocowało przyznaniem 2 stopnia w skali Torino. Tego samego dnia, bazując na wynikach 64 obserwacji, NASA określiła możliwość zderzenia na 1 do 62 (1,6%), co przyczyniło się do podwyższenia oceny do 4 stopnia.
25 grudnia 2004 „prawdopodobieństwo” zderzenia w dalszym ciągu było określane na 1 do 45 (2,2%), średnica na 380 m, masa na 7,5×1010 kg.
27 grudnia 2004 na podstawie 176 obserwacji „prawdopodobieństwo” zostało powiększone na 1 do 37 (2,7%); średnicę planetoidy szacowano na 390 m, a masę na 7,9×1010 kg.
Badacze NASA ogłosili, że „prawdopodobieństwo” kolizji planetoidy ze sztucznym satelitą w 2029 jest niezmiernie małe, ponieważ trajektoria Apophisa nie przechodzi przez strefę, w której znajdują się sztuczne satelity, oraz zarówno Apophis, jak i satelity są obiektami o niewielkim przekroju. Nawet gdyby takie zderzenie miało miejsce w 2029 roku, zmieniłoby ono położenie Apophisa w 2036 roku zaledwie o kilkaset kilometrów. Tego typu efekt nie miałby znaczącego wpływu na obliczone „prawdopodobieństwo” uderzenia w 2036 roku, ponieważ już wcześniej uwzględniało ono niepewność położenia Apophisa w 2036 rzędu 30 milionów kilometrów. Naukowcy NASA obrazowo porównali ewentualny efekt zderzenia sztucznego satelity z Apophisem do zderzenia owada z szybą samochodu.
Wedle badań publikowanych w 2013 i 2018 roku, rozmiary planetoidy szacuje się na 325 ± 15 m (pomiar wykonany dzięki obserwacjom Kosmicznego Obserwatorium Herschela), a masę na 6,1×1010 kg. „Prawdopodobieństwo” zderzenia z Ziemią jest oceniane jako zerowe w 2036 r., a całkowite w ciągu najbliższych 100 lat: 0,0000089.
Według danych JPL z 2018 roku planetoida znajdzie się najbliżej Ziemi w piątek 13 kwietnia 2029 roku. Minie wtedy Ziemię w odległości ok. 38 000 km (1/11 odległości Księżyca od Ziemi). Obiekt osiągnie jasność 3,3 magnitudo i będzie widoczny gołym okiem w Europie, Afryce i zachodniej Azji. Będzie to pierwszy tak duży obiekt w znanej historii, który minie Ziemię w tak małej odległości. Naukowcy uważają, że planetoida tej wielkości mija naszą planetę w podobnej odległości średnio raz na 1500 lat.

## Prawdopodobne efekty zderzenia
NASA wstępnie oszacowała, że uderzenie Apophisa wyzwoliłoby energię równoważną 1480 megaton trotylu, jednak później zweryfikowała swoje szacunki, które według danych z 2018 roku wynoszą 1200 megaton. Dla porównania największa eksplozja wywołana przez człowieka, bombą termojądrowa zwaną bombą Chruszczowa lub „Car-bombą”, zrzucona próbnie w 1961 roku przez Związek Radziecki na Nową Ziemię, wyzwoliła około 57 megaton. Bomba atomowa Little Boy, która została zrzucona na Hiroszimę, wyzwoliła jedynie energię 0,013 megatony. Energia uderzeń, które odpowiedzialne są za powstanie wielkiego krateru meteorytowego lub katastrofę tunguską, szacowane są na 5–20 megaton. Erupcja wulkanu Krakatau w roku 1883 wyzwoliła energię równoważną 200 megatonom trotylu.
Faktyczne efekty zderzenia zależałyby od budowy planetoidy, stopnia jej dezintegracji przez grawitację Ziemi i przelot przez atmosferę, miejsca zderzenia z powierzchnią Ziemi oraz kąta uderzenia. Przewidywane skutki katastrofy byłyby tragiczne na obszarze tysięcy kilometrów kwadratowych, jednak nie wywołałyby długotrwałych zmian w skali globalnej.

## Planowane misje
Apophis był jedną z dwóch planetoid (obok 2003 SM84) rozpatrywanych przez ESA jako potencjalny cel misji sondy kosmicznej Don Quijote. Start sondy był planowany na lata 2013–2015, jednak misja została anulowana.